# Lycodapus pachysoma
Lycodapus pachysoma es una especie de pez de la familia de los Zoarcidae en el orden de los perciformes.

## Morfología
- Los machos pueden llegar a alcanzar los 20 cm de longitud total.[1][2]

## Hábitat
Es un pez de mar y de aguas profundas que vive entre 2.000-2.600 m de profundidad.

## Distribución geográfica
Se encuentra en el Pacífico nororiental (desde la Columbia Británica el Canadá hasta Oregón los Estados Unidos ) y el Océano Antártico.>

## Observaciones
Es inofensivo para los humanos. 